# 小林正弥 (ビジネス教育者)
小林 正弥（こばやし まさや、1983年 - ）は、ビジネス教育者（教育スクールビジネス専門の経営コンサルタント）、作家。教育スクールビジネス研究所代表取締役。

## 人物
埼玉県生まれ。2002年早稲田大学本庄高等学院卒業。2006年早稲田大学理工学部電子情報通信学科卒業。
人事コンサルティング会社を経て独立、株式会社教育スクールビジネス研究所を設立。
競争力を高める新たな戦略として『教育化』を掲げ、「新・講座型ビジネス実践会」を主宰。「才能をお金に変える専門家」と呼ばれ、「他力思考」をベースとした独自のビジネスモデルを構築している。

## 著書
- 『自分を最高値で売る方法』 (2018年8月) クロスメディア・パブリッシング ISBN 4295402281
- 『億を稼ぐ勉強法』 (2019年7月) クロスメディア・パブリッシング ISBN 429540327X
- 『最速で10倍の結果を出す 他力思考』 プレジデント社 ISBN 483342357X